# Ptomascopus plagiatus
Ptomascopus plagiatus är en skalbaggsart som först beskrevs av Ménétriés 1854.  Ptomascopus plagiatus ingår i släktet Ptomascopus och familjen asbaggar. Inga underarter finns listade i Catalogue of Life.